# Michelle Forstin
Michelle Forstin, née le 30 mai 1974, est une karatéka française.

## Carrière
Aux Championnats d'Europe de karaté 1996 et aux Championnats d'Europe de karaté 1998, elle remporte la médaille d'or en kata par équipes. Elle est médaillée de bronze en kata individuel aux Championnats d'Europe de karaté 1997 et médaillée de bronze par équipes aux Championnats du monde de karaté 1996. Elle est aussi championne de France de kata en 1996.